# Madonna col Bambino tra i santi Giovanni Battista e Maria Maddalena
La Madonna col Bambino tra i santi Giovanni Battista e Maria Maddalena  (en français : Vierge à l'Enfant entre les saints Jean-Baptiste et Marie Madeleine) est une peinture a tempera sur panneau de bois de 71 × 50,8 cm, qui peut être datée vers 1494, réalisée par Neroccio di Bartolomeo de' Landi et conservée au musée d'Art d'Indianapolis.

## Description
Les images dévotionnelles consacrées à la Vierge à l'Enfant occupent une place de choix dans la production de Neroccio et de son atelier. Travaillant à partir d'un format standard d'une hauteur moyenne de 65 cm, l'artiste « personnalise » la composition en ajoutant différents saints selon les souhaits de ses commanditaires. 
Dans ce tableau, Neroccio accompagne la Vierge à sa droite de saint Jean-Baptiste. Vêtu d'une sa peau de chameau, il tient; tout en bénissant l'Enfant, le phylactère proclamant la venue du Christ et dont les quelques lettres se laissent deviner (ECE ... AG[NUS]). À sa gauche, sainte Marie Madeleine, dont l'attribut est le vase d'onguent avec lequel elle oint les pieds de Jésus, arbore une cape rouge. La nudité de l'Enfant en bas âge exprime son humanité et par conséquent la possibilité de la souffrance et de la mort.

Détails
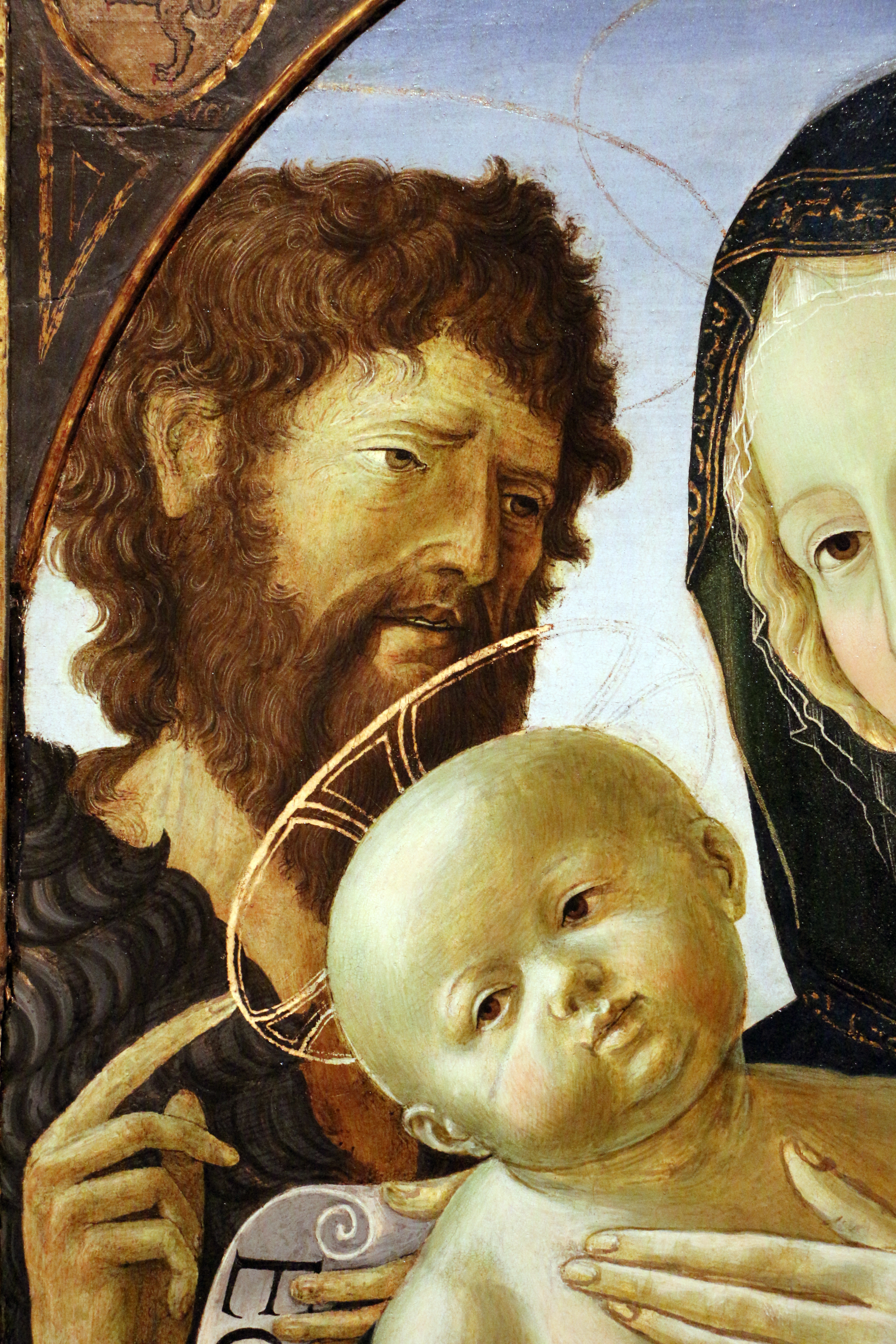
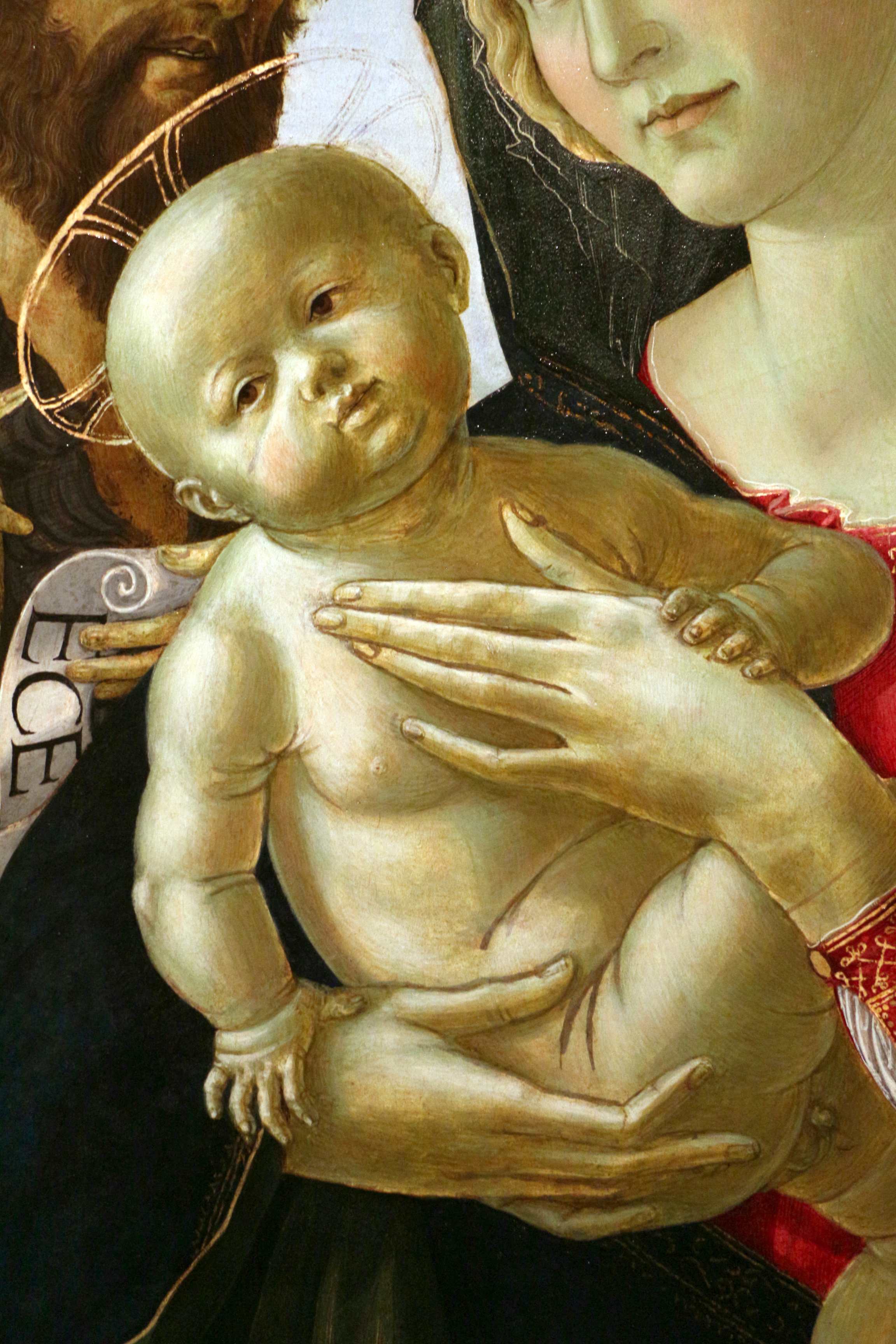
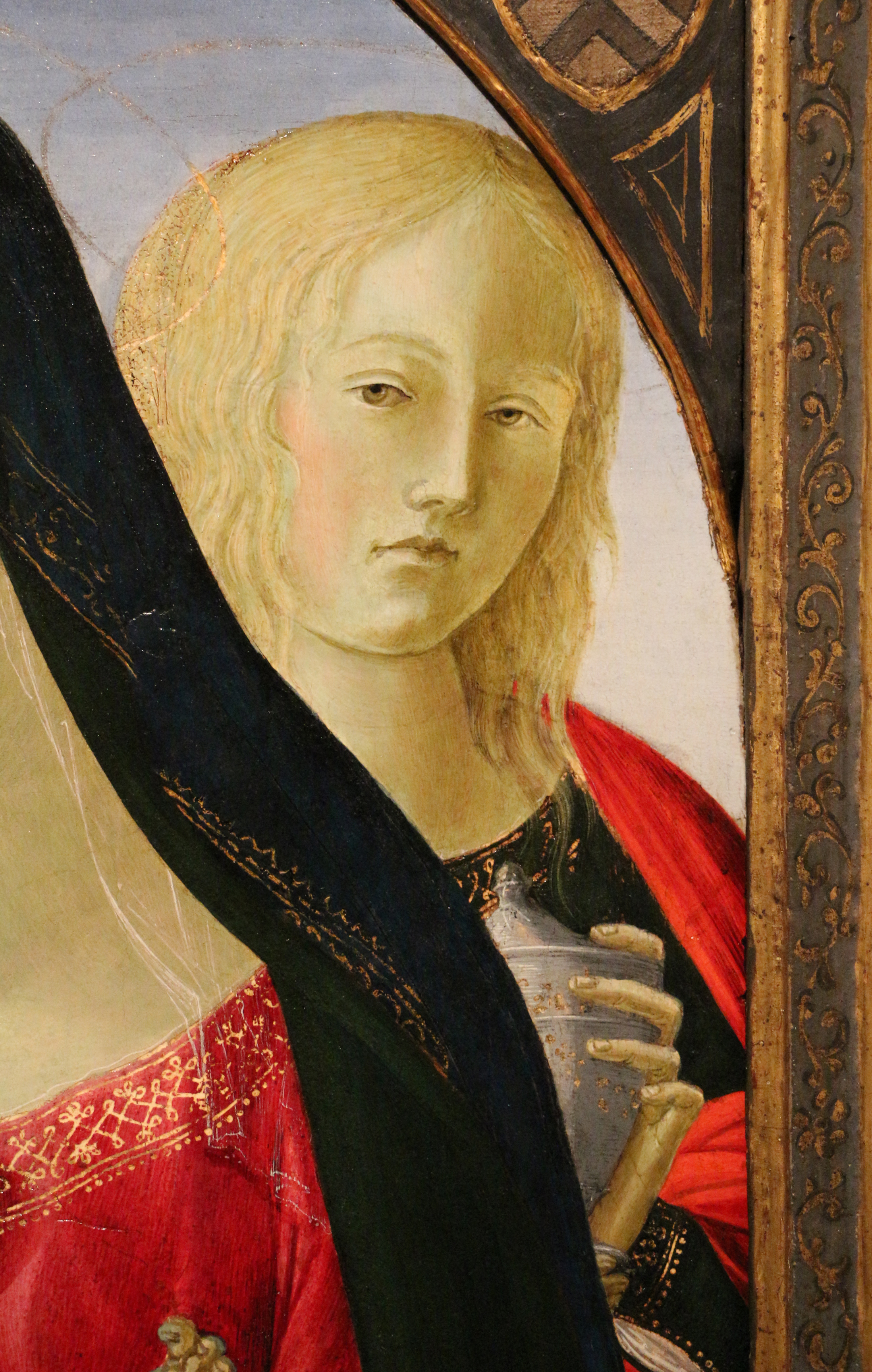

## État de conservation
Le tableau dont la surface était abrasée a récemment fait l'objet d'une restauration en 2016.

## Sources
- (en) Gertrude Coor, Neroccio de' Landi 1447-1500, Princeton, New Jersey, Princeton University Press, 1961, 235 p., 30 x 23 cm.Reproduction de la Madonna col Bambino tra i santi Giovanni Battista e Maria Maddalena (figure no 87), décrite p. 169-170, (no 23) dans le catalogue.